# Ошац
Ошац (њем. Oschatz) град је у њемачкој савезној држави Саксонија. Једно је од 36 општинских средишта округа Сјеверна Саксонија. Према процјени из 2010. у граду је живјело 15.662 становника. Посједује регионалну шифру (AGS) 14730230.

## Географски и демографски подаци
Ошац се налази у савезној држави Саксонија у округу Сјеверна Саксонија. Град се налази на надморској висини од 120 метара. Површина општине износи 55,3 km². У самом граду је, према процјени из 2010. године, живјело 15.662 становника. Просјечна густина становништва износи 283 становника/km².

## Међународна сарадња
| Мјесто | Држава    | Врста сарадње | Од    |
| ------ | --------- | ------------- | ----- |
|        | Француска | партнерство   | 1964. |
|        | Чешка     | партнерство   | 1988. |
| Извор  |           |               |       |